# Polyalthia subcordata
Polyalthia subcordata är en kirimojaväxtart som först beskrevs av Carl Ludwig von Blume, och fick sitt nu gällande namn av Carl Ludwig von Blume. Polyalthia subcordata ingår i släktet Polyalthia och familjen kirimojaväxter. Inga underarter finns listade i Catalogue of Life.